# Arquitectura renacentista española

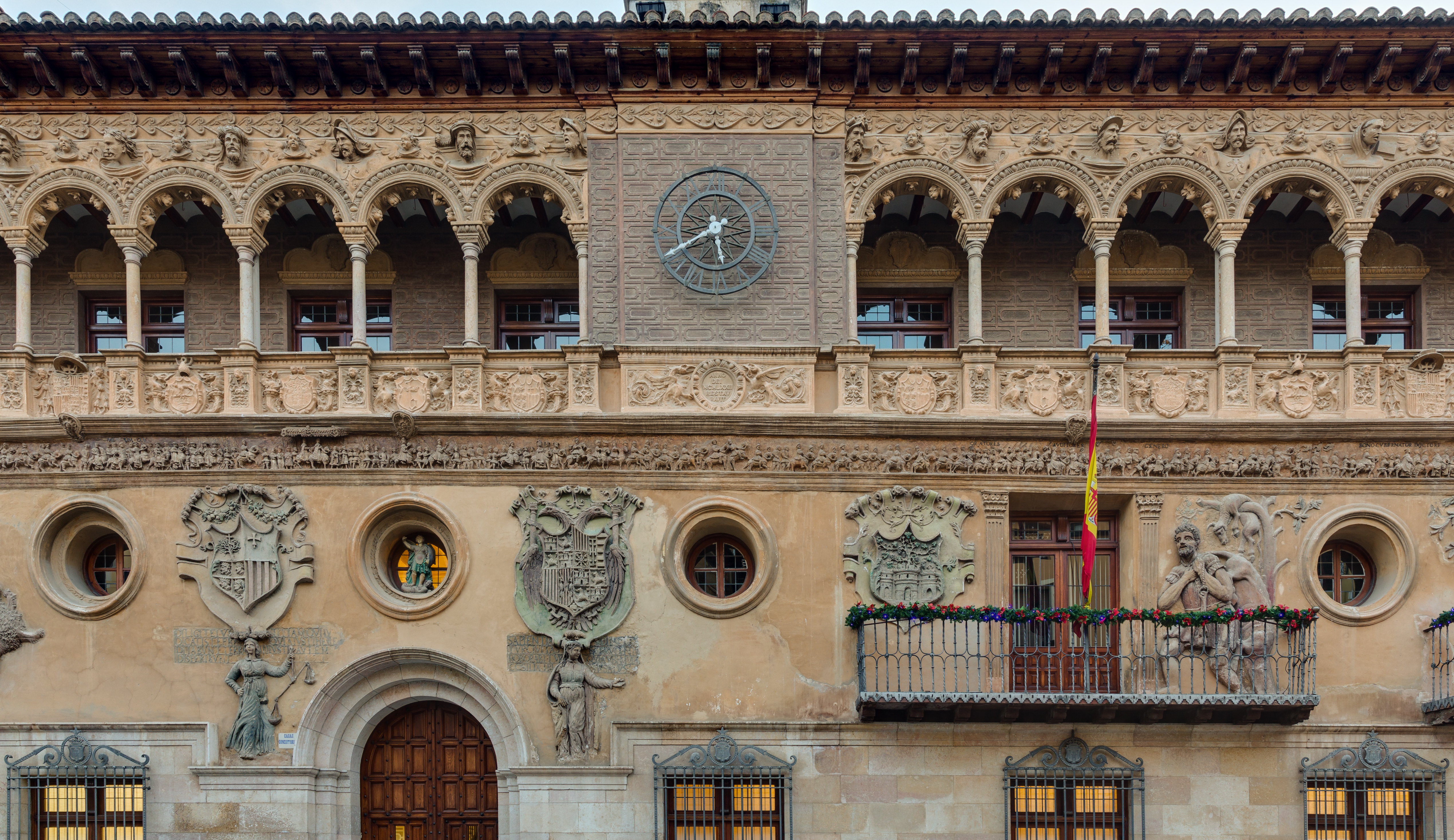
La Casa Consistorial de Tarazona de mediados del.

La arquitectura renacentista española es la arquitectura renacentista desarrollada en España desde las últimas décadas del siglo XV hasta el principios del siglo XVII. Fue parte del movimiento general conocido como el Renacimiento, que se extendió desde Italia al resto de Europa y afectó a muchos aspectos de la erudición y el arte. En España, el Renacimiento comenzó a injertarse en formas góticas.

## Primera etapa: Estilo plateresco
El estilo comenzó a difundirse principalmente por arquitectos locales: esa es la causa de la creación de un Renacimiento español con características propias, que trajo la influencia de la arquitectura italiana, a veces por libros y pinturas, mezclado con la tradición gótica y la idiosincrasia local. El nuevo estilo se llama plateresco, debido a las fachadas extremadamente decoradas, que traían a la mente los motivos decorativos del trabajo intrincadamente detallado de la platería. Órdenes clásicos y motivos de candelabros (a candelieri) combinados libremente en conjuntos simétricos. Algunos ejemplos son las fachadas de la Universidad de Salamanca y del Convento de San Marcos en León.

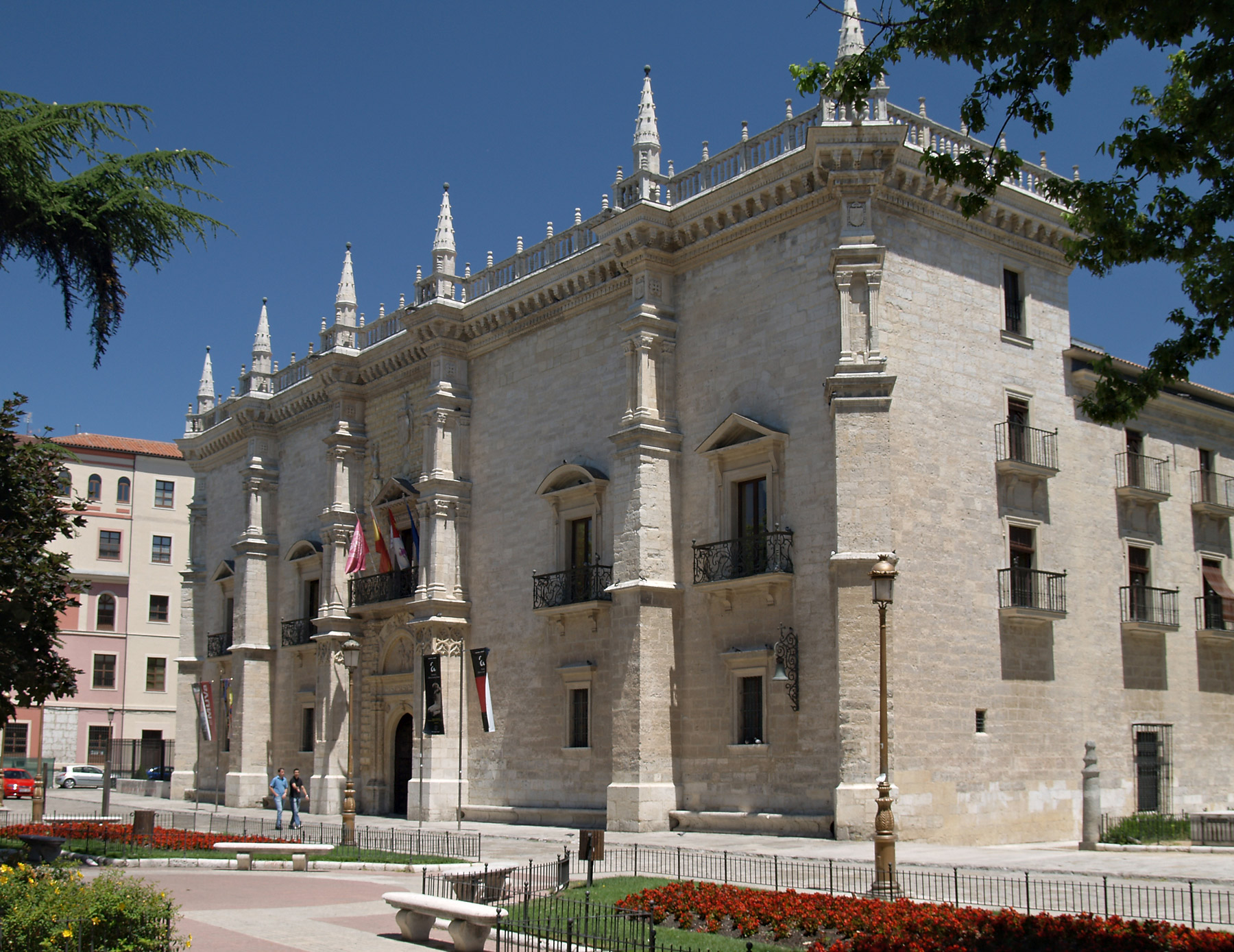
El Palacio de Santa Cruz de finales del siglo XV, un ejemplo temprano de arquitectura renacentista en Valladolid
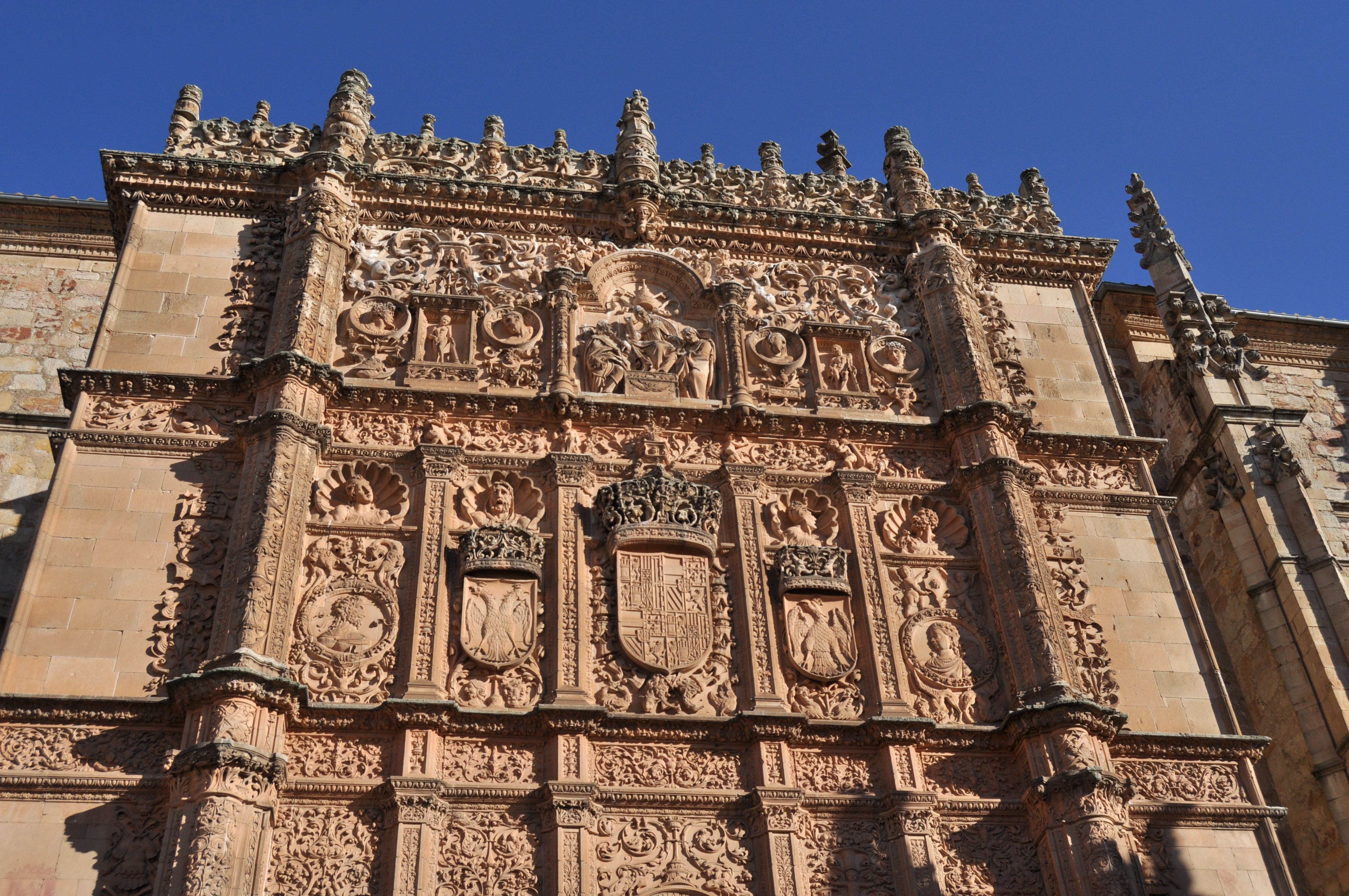
Fachada plateresca de la Universidad de Salamanca
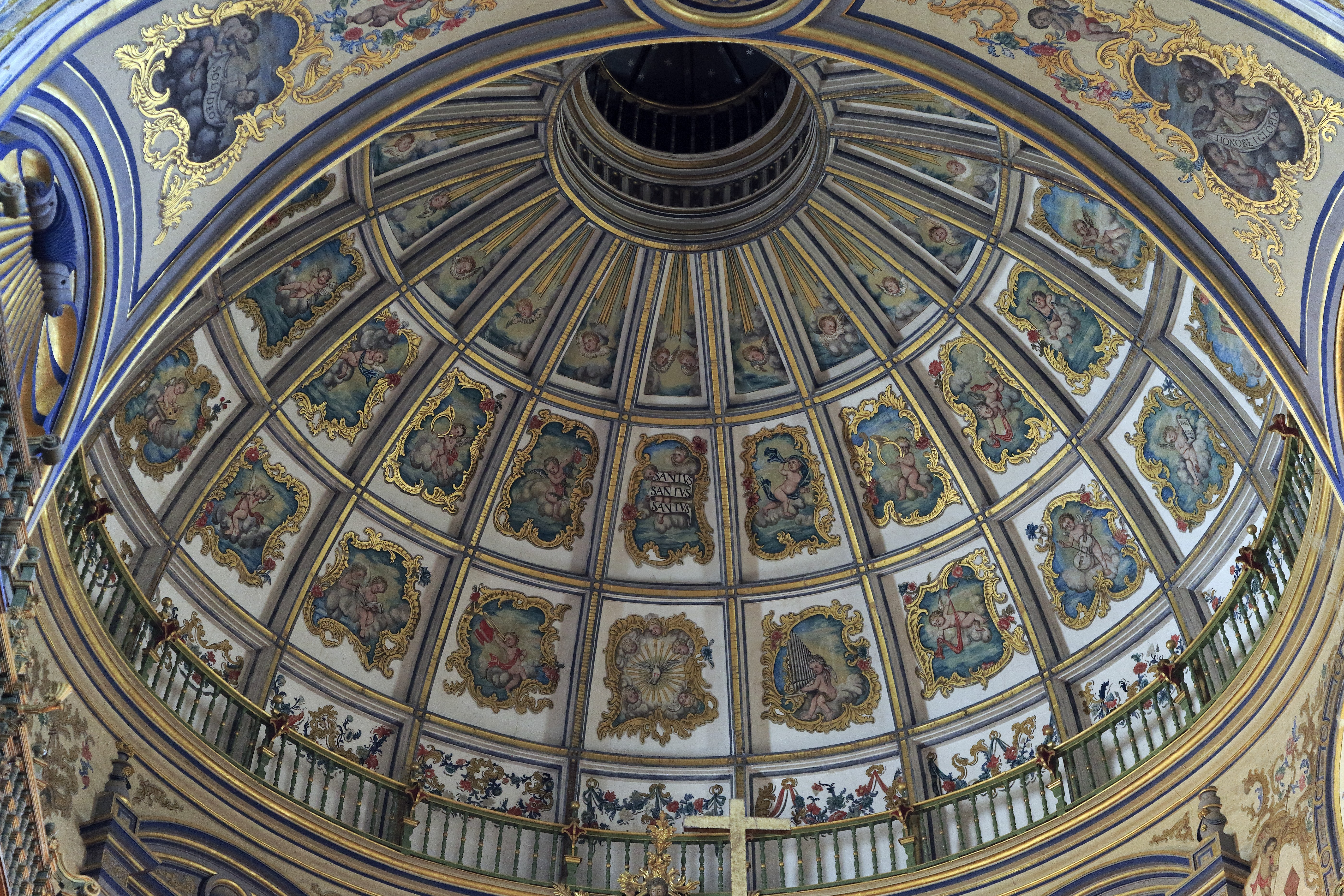
Cúpula de la Sacra Capilla del Salvador en Úbeda (Jaén)

## Segunda etapa: Purismo
Con el paso de las décadas, la influencia gótica desaparece y la búsqueda de un clasicismo ortodoxo alcanza cotas muy altas. Aunque el «plateresco» es un término de uso común para definir la mayor parte de la producción arquitectónica de finales del siglo XV y la primera mitad del siglo XVI, algunos arquitectos como Diego Siloe y Andrés de Vandelvira en Andalucía, y Alonso de Covarrubias y Rodrigo Gil de Hontañón en Castilla adquirieron un estilo más personal y sobrio. Esta fase del Renacimiento español se llama el Purismo renacentista.

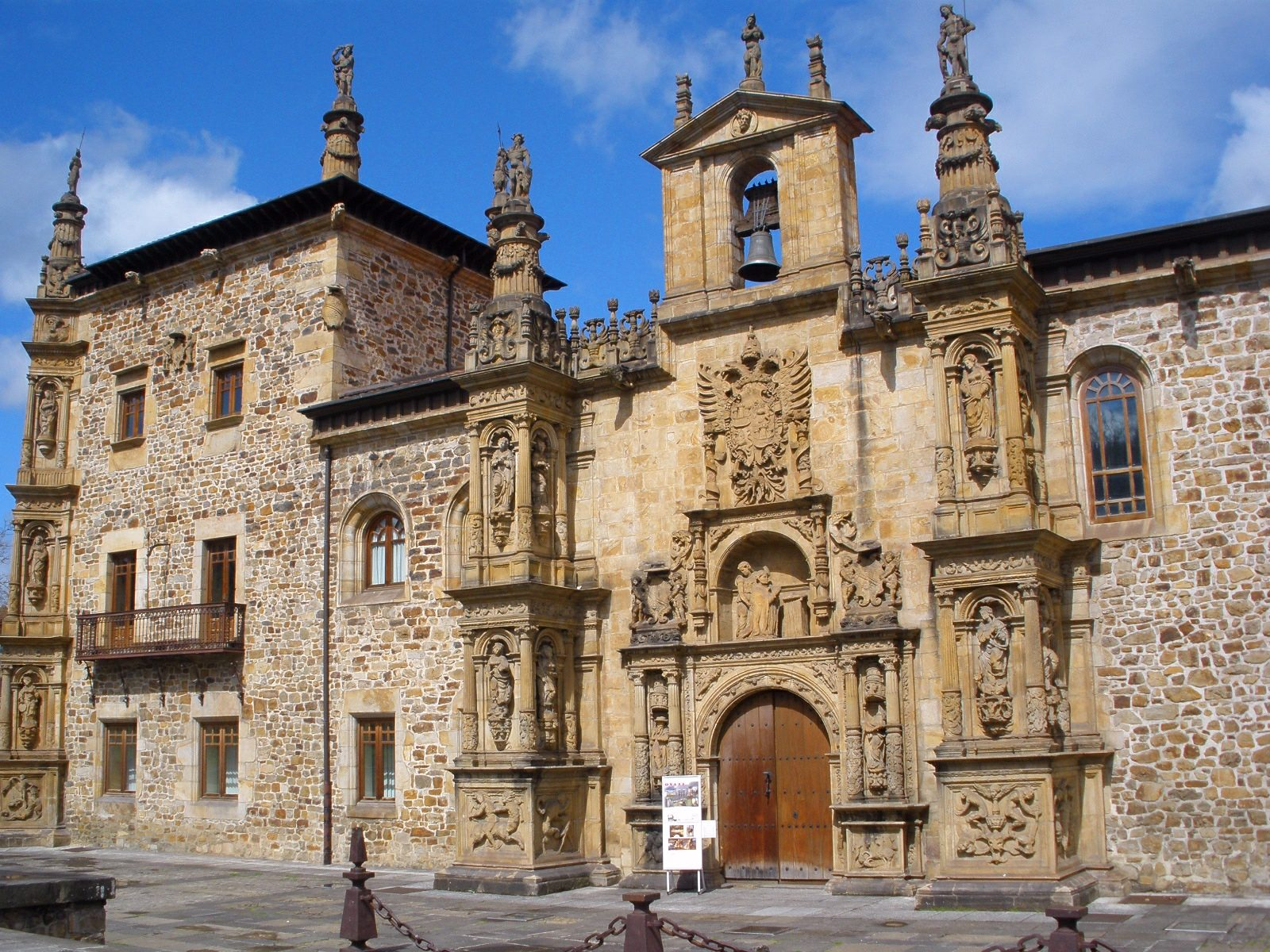
La Universidad del Espíritu Santo en Oñate (Guipúzcoa)
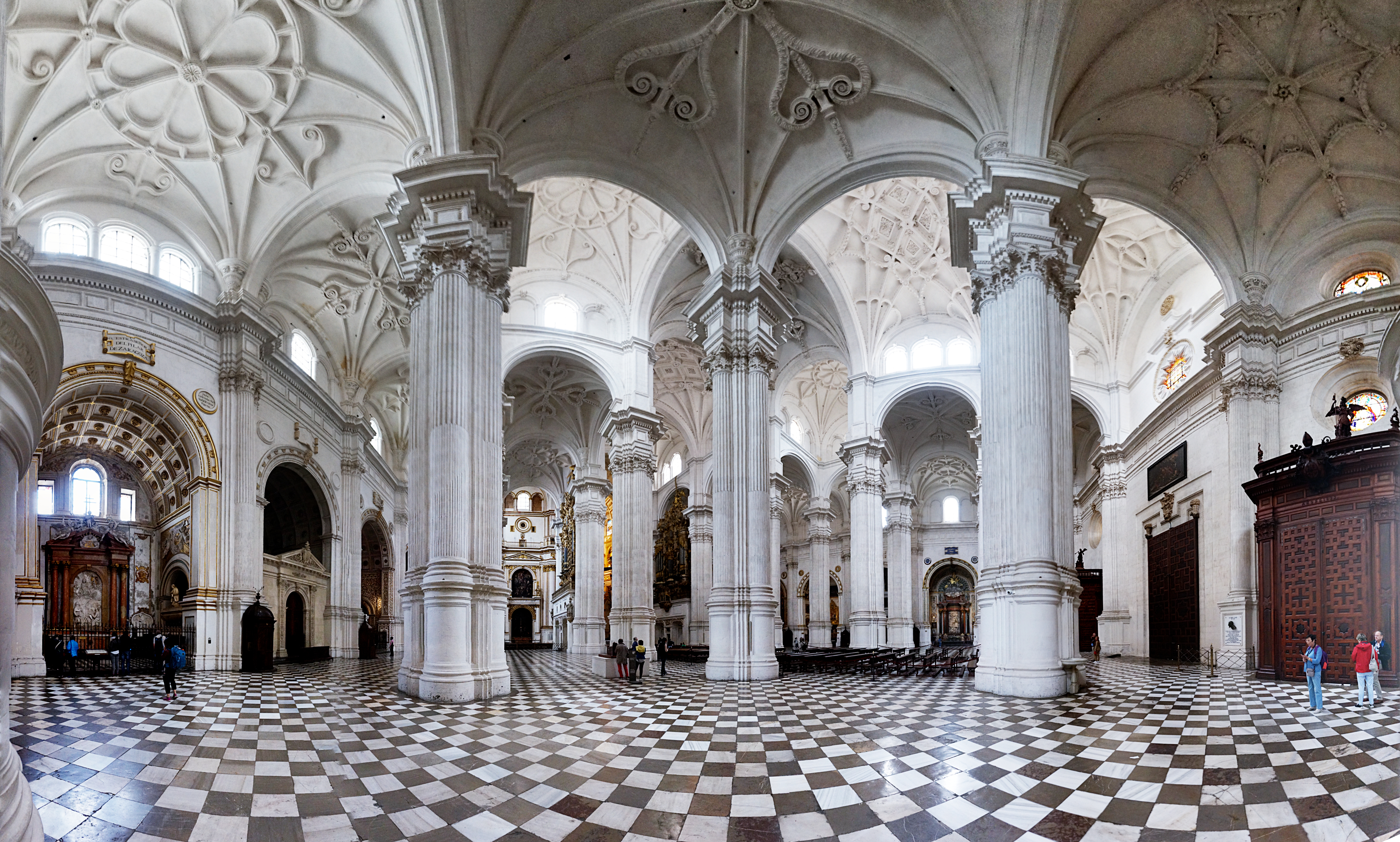
Panorama del interior de la catedral de Granada
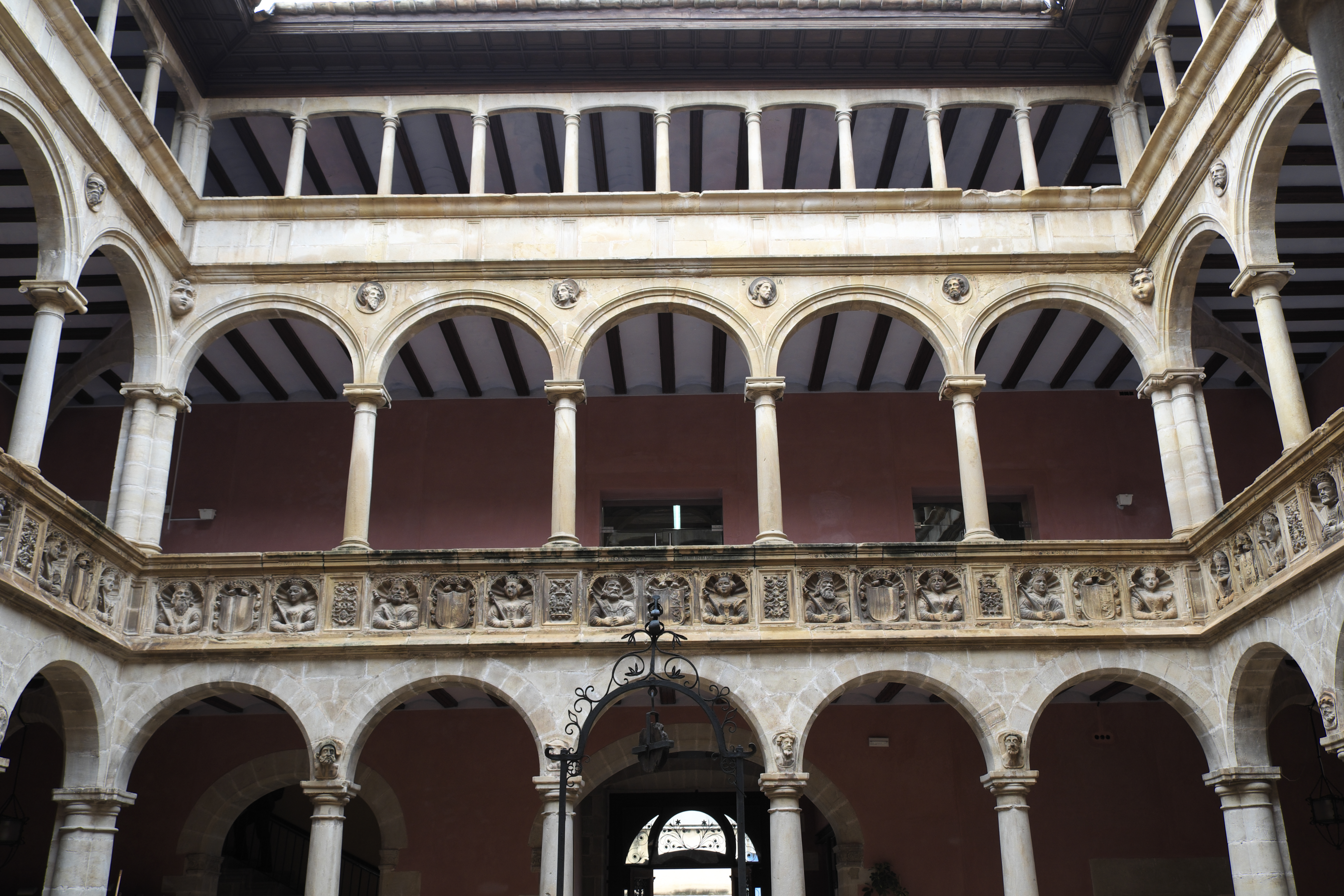
Patio del Colegio de San Jaime y San Matías en los Reales Colegios de Tortosa, cuyas obras empezaron en 1564.

## Tercera etapa: Estilo herreriano
Desde mediados del siglo XVI, bajo la dirección de arquitectos como Pedro Machuca, Juan Bautista de Toledo y Juan de Herrera, hubo una adhesión mucho más estrecha al arte de la antigua Roma, anticipándose en ocasiones al manierismo. Un ejemplo de ello es el Palacio de Carlos V en la Alhambra de Granada, construido por Pedro Machuca. 
Con la obra de Juan Bautista de Toledo y Juan de Herrera en El Escorial surge un nuevo estilo: el estilo herreriano. Extremadamente sobrio y desnudo, alcanza altos niveles de perfección en el uso de la sillería de granito, e influye en la arquitectura española tanto en la península ibérica como en todo el Imperio español durante más de un siglo.

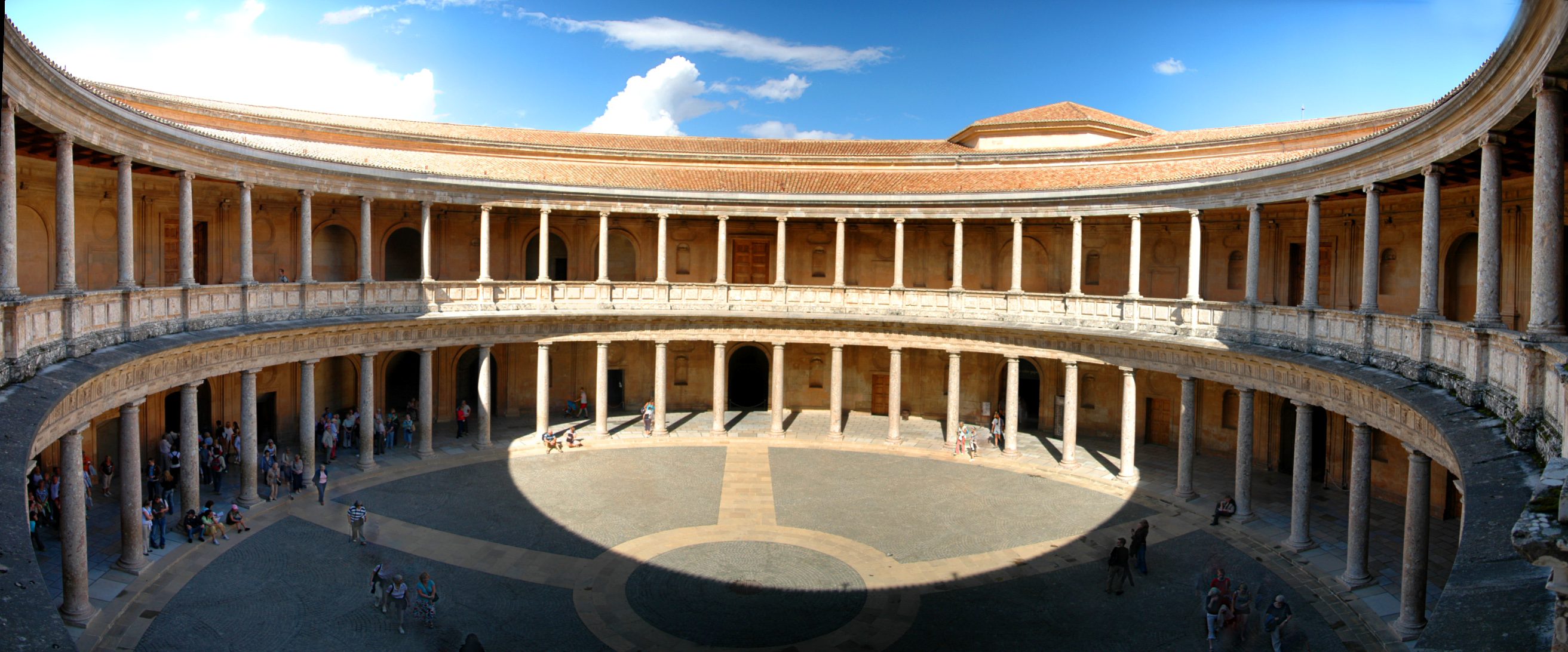
Patio del Palacio de Carlos V en Granada
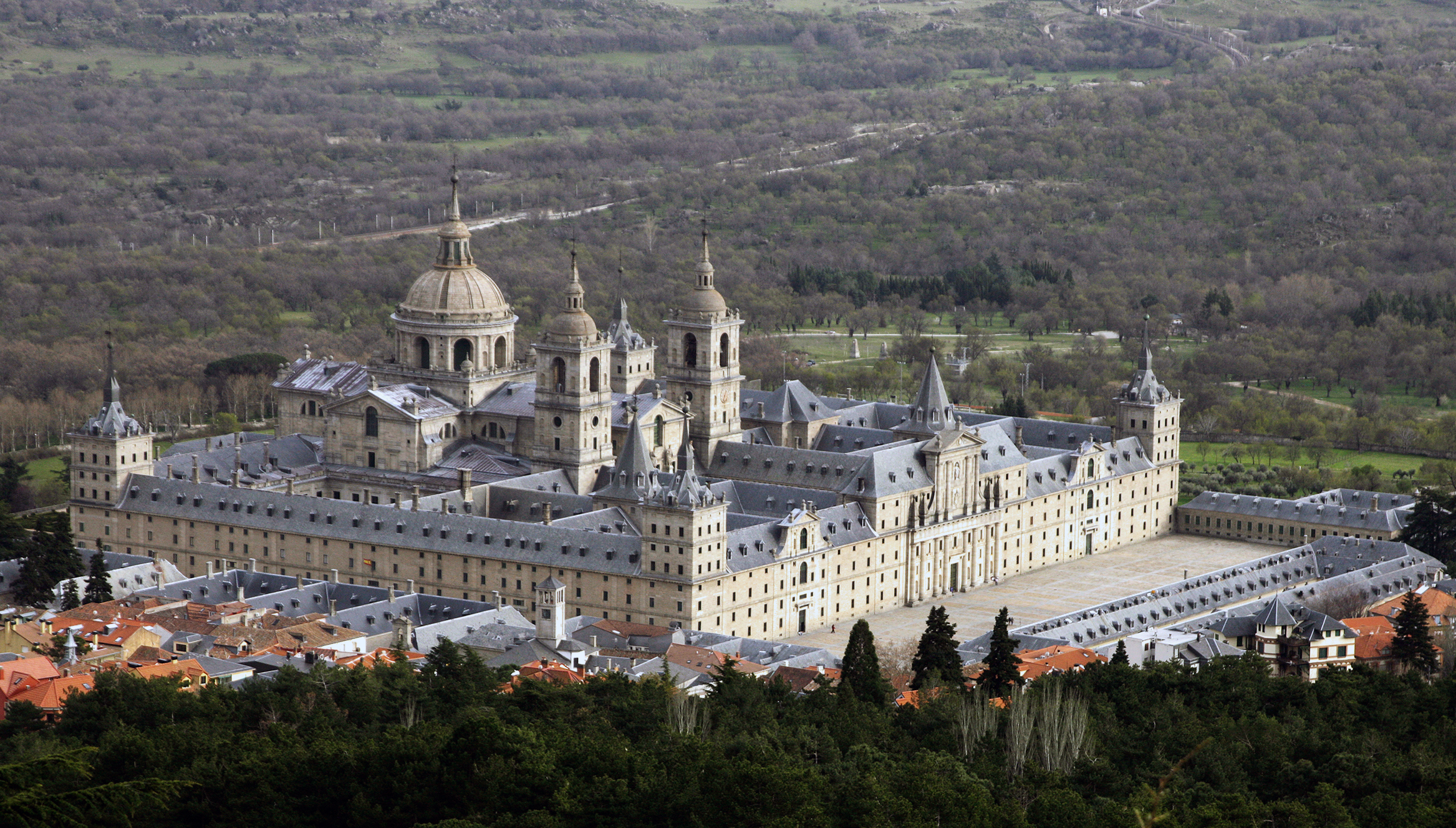
El Escorial, terminado en 1584, por Juan Bautista de Toledo y Juan de Herrera

## Otros edificaciones destacables
- Catedral Nueva de Salamanca (por Juan de Álava y otros)
- Palacio de Monterrey en Salamanca (por Rodrigo Gil de Hontañón )
- Colegio del Arzobispo Fonseca de Salamanca (por Diego de Siloé, Juan de Álava y RG de Hontañón )
- Convento de San Esteban de Salamanca, (por Juan de Álava y RG de Hontañón)
- Palacio de los Guzmanes en León (por RG de Hontañón)
- Hospital de la Santa Cruz de Toledo (por Enrique Egas y Alonso de Covarrubias )
- Hospital de Tavera, en Toledo (por Bartolomé Bustamante)
- Hospital Real, en Granada (por Enrique Egas)
- Catedral de Granada (por Juan Gil de Hontañón, Enrigue Egas y Diego de Siloé)
- Catedral de la Asunción de Jaén (por Andrés de Vandelvira )
- Catedral de la Natividad de Nuestra Señora de Baeza (por Vandelvira)
- Plaza Vázquez de Molina en Úbeda (por Vandelvira)
- Casa consistorial de Sevilla (por Diego de Riaño )
- Universidad de Alcalá de Henares (por Rodrigo Gil de Hontañón y otros)
- Real Colegiata de Santa María la Mayor de Antequera, Andalucía (por Pedro del Campo)
- Hostal de los Reyes Católicos de Santiago de Compostela (por Enrique Egas)
- Casa consistorial de Tarazona